# Waldemar Manugiewicz
Waldemar Włodzimierz Manugiewicz (ur. 1952, zm. 23 listopada 2010) – polski urzędnik państwowy, doradca podatkowy, w latach 1992–1998 podsekretarz stanu w Ministerstwie Finansów.

## Życiorys
Uczestniczył w obradach Okrągłego Stołu po stronie koalicyjno-rządowej w grupie roboczej ds. indeksacji płac i dochodów. Od 9 marca 1992 do 8 stycznia 1998 pełnił funkcję podsekretarza stanu w Ministerstwie Finansów w sześciu kolejnych rządach. Od czerwca 1994 do stycznia 1996 był także generalnym inspektorem kontroli skarbowej, następnie odpowiadał m.in. za sprawy podatkowe (departamenty prawny, opłat, podatków bezpośrednich i pośrednich). Później pracował jako doradca podatkowy – wspólnik w kancelarii. Został także członkiem Państwowej Komisji Egzaminacyjnej ds. Doradztwa Podatkowego. Należał do społecznych doradców ekonomicznych Prezydenta RP Aleksandra Kwaśniewskiego.
Odznaczony Krzyżem Kawalerskim Orderu Odrodzenia Polski (1997).
Pochowany na Cmentarzu Komunalnym Północnym w Warszawie.